# احیا (ترانه سلنا گومز)
«احیا» (به انگلیسی: Revival) ترانه‌ای از خواننده آمریکایی سلنا گومز برای دومین آلبوم استودیویی‌اش با همین نام است. این ترانه در ۹ اکتبر ۲۰۱۵ به عنوان اولین قطعه آلبوم منتشر شد. گومز قبل از انتشار ویدئویی از مراحل ضبط و تولید ترانه را در حساب اینستاگرام خود منتشر کرد.
این ترانه در فهرست اجراهای تور احیا گنجانده شده بود و ترانه آغازین و یک ریمیکس از ترانه در انتهای نمایش تور اجرا می‌شد.